# Smilax flavicaulis
Smilax flavicaulis är en enhjärtbladig växtart som beskrevs av Henry Hurd Rusby. Smilax flavicaulis ingår i släktet Smilax och familjen Smilacaceae.
Artens utbredningsområde är Bolivia. Inga underarter finns listade.